# Múlakvísl

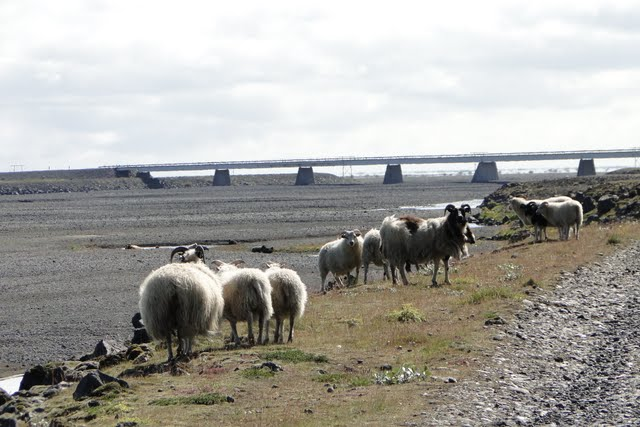
Ponte sobre o Rio Múlakvísl

O Múlakvísl é um rio localizado no sul da Islândia, no lado oeste de Mýrdalssandur, uma grande planície de sedimentos glaciais. O rio se origina a partir do degelo da geleira Mýrdalsjökull, principalmente através da língua do glaciar Kötlujökull. As inundações do rio são geralmente de cor marrom-acinzentada, uma vez que carregam muito sedimento.
Em Selfjall, a cerca de 10 km a leste da vila Vík í Mýrdal, há uma ponte sobre o rio que faz parte da rodovia Hringvegur, que contorna toda a ilha.